# Palacio Martinengo di Villagana

El Palazzo Martinengo di Villagana es un edificio histórico de Brescia, situado en Corso Martiri della Libertà y construido por la familia Martinengo di Villagana durante el siglo XVIII.
Inicialmente utilizado como residencia señorial de la familia Martinengo, en la primera mitad del siglo XX fue transformado en edificio bancario por la Banca San Paolo di Brescia . Tras la venta de la sucursal UBI a BPER Banca, desde 2021 es la sede de la Dirección Territorial de Lombardía Este y Triveneto del banco de Módena. 

## Historia

### La residencia de Martinengo di Villagana
El edificio actual es el resultado de una serie de reformas arquitectónicas de edificios preexistentes, probablemente ya propiedad de la familia Martinengo, promovidas sobre todo en la primera mitad del siglo XVIII. La primera intervención importante de modernización del palacio se remonta a 1735, inspirada en los modelos venecianos de Baldassare Longhena y encargada por el conde Giovanni Giuseppe Martinengo di Villagana al arquitecto Antonio Marchetti, aunque la atribución de las obras es todavía motivo de discusión; también se encargó al escultor Antonio Calegari la realización de varias estatuas alegóricas para ser colocadas cerca de la escalera principal;  Así, el ala occidental del palacio se terminó de construir hacia 1749, mientras que la sur en 1756 y, poco después de terminarse esta última, se construyó también la oriental.

### La sede del Banco San Paolo en Brescia
El último miembro importante de la familia Martinengo que habitó el edificio fue el conde Carlo Ferdinando, quien sin embargo vendió la propiedad en 1907 a la Banca San Paolo de Brescia, que a su vez promovió una renovación radical del edificio; Así, entre 1924 y 1925, el ingeniero Egidio Dabbeni se ocupó de renovar la estructura: inicialmente promovió la intervención de cubrir el patio interior con un aparato de vidrio y hierro, permitiendo así la creación de una sala adicional útil para las oficinas de la sede del banco. Sin embargo, de los diversos proyectos y borradores que se formularon inicialmente, Dabbeni prefirió no cubrir totalmente el patio sino crear en su interior una pequeña sala ovalada sostenida por columnas de estilo neorrenacentista, iluminada además por una "cúpula-velarium con grandes ventanales en pleno estilo Art Decó". El arquitecto decidió entonces colocar en el centro una escultura de Luigi Canonica, el llamado "San Pablo que avanza predicando a la multitud", en homenaje al nombre del propio banco. Tras todas estas reformas arquitectónicas del edificio, en 1926 se trasladó allí la sede bancaria del Banca San Paolo di Brescia.La mansión señorial fue posteriormente seriamente dañada por los bombardeos del 2 de marzo de 1945, especialmente en el ala sur. Por ello, en 1946 se impulsaron obras de restauración para reestructurarlo, basándose en proyectos constructivos anteriores. 
En el interior del palacio también hay una exposición de obras de arte de artistas brescianos y extranjeros, entre los que se incluyen pinturas de Moretto, Foppa, Romanino, Pitocchetto y Angelo Inganni.

## Descripción

### Externo
Fausto Lechi ya había destacado en su época la singularidad del palacio en el contexto de las residencias nobiliarias brescianas del siglo XVIII. De hecho, el modelo más recurrente en el panorama local veía la presencia de un único portal en posición más o menos central, mientras que en el caso de la residencia de Martinengo di Villagana hay dos entradas, también simétricas entre sí. Armoniosas y solemnes, están incluidas respectivamente en un par de columnas dóricas y entramados, que a su vez sostienen un balcón. Es interesante observar cómo están puntuadas por pilastras que armonizan la fachada y el ritmo. 
Otro elemento inusual lo encontramos en las ventanas de ambas plantas, de inspiración palladiana, enmarcadas cada una de ellas por un par de columnas . Lechi destaca también otra innovación, y no sólo para la ciudad de Brescia, en la solución de esas ventanas más pequeñas, de forma ovalada, que se apoyan en el arquitrabe de las ventanas de la planta baja. 

### Interno
También es digna de mención la escalera interior, embellecida por las intervenciones de Antonio Calegari a mediados del siglo XVIII. De gran impacto visual y escenográfico, el artista creó cuatro estatuas alegóricas de telamones para ser colocadas en correspondencia con los dos tramos de escaleras, es decir un par a cada lado. Notables ejemplos del barroco bresciano, parecen sostener el peso de la estructura, aunque en realidad es sólo una impresión. Por último, a lo largo de la barandilla, esculturas de las Horas se alternan con jarrones con diversas composiciones florales. 
Calegari también trabajó modificando los jardines del palacio y creando fuentes que hoy ya no existen; El único testimonio del trabajo del escultor es una pila en forma de copa sobre la que se alza una estatua de Venus, conservada en el patio de honor, mientras que el original se conserva en el interior del palacio. Además, a Calegari se le pueden atribuir siempre otras dos estatuas, una que representa la Alegoría de la Abundancia y la Liberalidad y la otra Alegoría de la Nobleza, ahora colocadas en nichos en un pasillo, cerca de la entrada al palacio. 